# 南新罕布什爾大學
南新罕布什尔大學（Southern New Hampshire University，簡稱SNHU）是一所位於美國新罕布什尔州曼徹斯特的私立大學。該校於1932年創校，1961年改名為「新罕布什尔會計與商業學院」。1963年，新罕布什爾州准許該校頒授學位，同年頒授首批副學位。首批學士學位於1966年頒授。1969年，該校改名為「新罕布什爾學院」。2001年7月1日，該校改名為「南新罕布什爾大學」。根據2010年的美國新聞與世界報導，南新罕布什爾大學為美國北部第三級大學。該校是美國少數幾間有被歐洲企管教育評議會認證的大學。南新罕布什爾大學以其网上课程项目而闻名，这使其成为美国发展最快的大学之一。

## 历史
南新罕布什尔大学最早由Harry A.B. Shapiro和他的妻子Gertrude Crockett Shapiro在1932年建立，建立时是一家专注于商业教育的营利性机构，其最早的名称是新罕布什尔会计和秘书学校（New Hampshire School of Accounting and Secretarial Science）。在1961年，学院成立并更名为新罕布什尔州会计和商业学院（New Hampshire College of Accounting and Commerce）。新罕布什尔州在1963年授予学院资格并给予了学院学位授予权。在同一年学院颁发了第一个副学士学位，1966年学院颁发了第一个学士学位。该学院于1968年9月成为董事会下属的非营利机构，其名称于1969年缩短为新罕布什尔学院（New Hampshire College）。
在高等学府林立的美国新英格兰地区中，Southern New Hampshire University被列为是北新英格兰地区最好的商业教育机构，其中該校的M.B.A专业和在线教育项目曾赢得了"Best of Business Award"最佳商业教育的荣誉。

## 校园环境

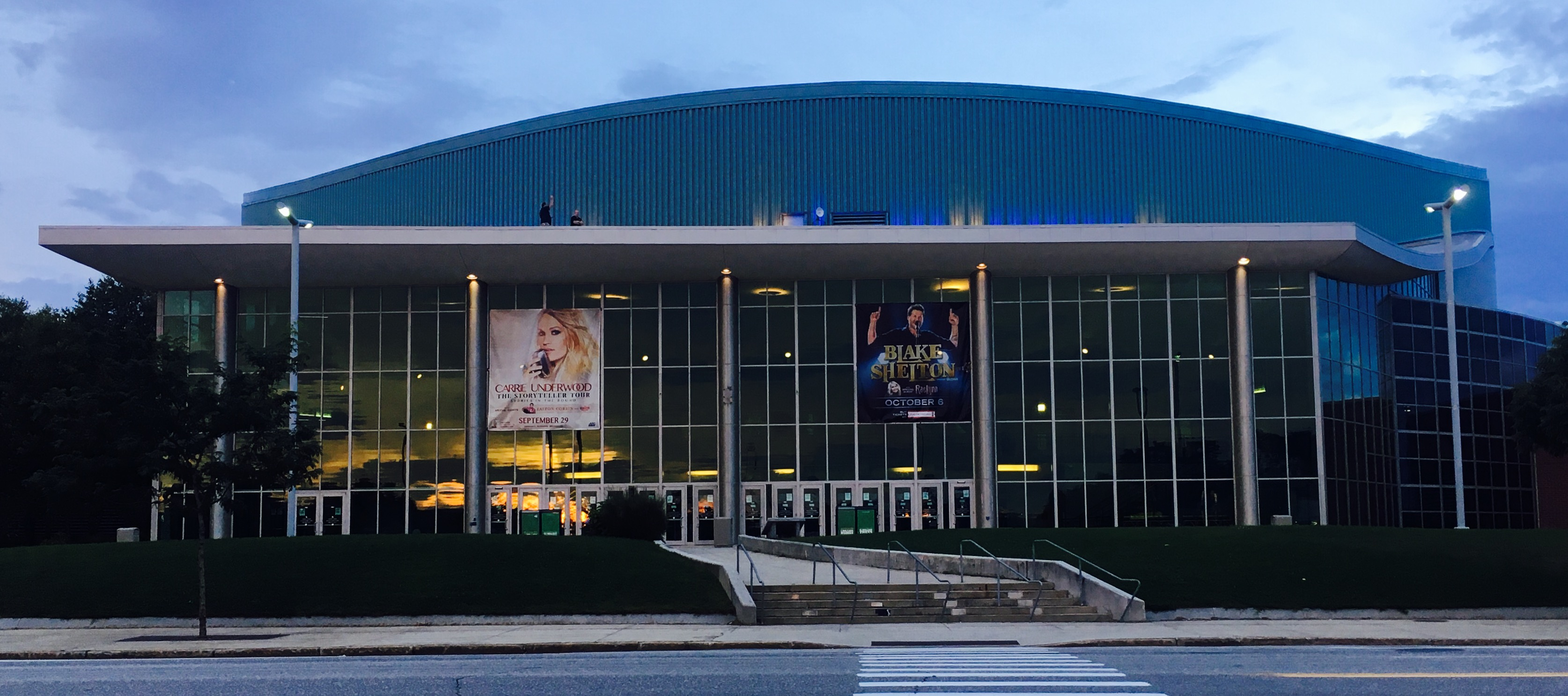
大学体育馆

該大學位于州内最大的城市及商业中心曼彻斯特市的市郊，离美国商业重镇波士顿仅一个小时的车程，拥有将近300英亩的校园。

## 學術
該大學與國際上的其他一些大學有合作關係。

### 学院和系
該校提供40種學士主修。該校由下面幾間學校組成：
- 文理學校
- 企管學校
- 教育學校
- 社區經濟發展學校

## 資料來源
1. 1 2  . SNHU.   [September 25, 2013]. （原始内容存档于2020-11-04）.
2. ↑   (PDF). NACUBO.org. February 4, 2013  [June 13, 2014]. （原始内容 (PDF)存档于2013-05-12）.
3. ↑  . SNHU.   [February 14, 2014]. （原始内容存档于2020-09-27）.
4. 1 2 3 4  . National Center for Education Statistics.   [June 9, 2017]. （原始内容存档于2020-10-23）.
5. ↑  . National Center for Education Statistics.   [2024-07-27]. （原始内容存档于2025-01-23） （英语）.
6. ↑  . March 25, 2010  [November 13, 2017]. （原始内容存档于2022-05-17）.
7. ↑  .   [2010-01-24]. （原始内容存档于2010-08-08）.
8. ↑  Biello, Peter. .   [2018-02-10]. （原始内容存档于2020-09-24） （英语）.
9. ↑  . SNHU.   [2016-03-19]. （原始内容存档于2021-01-15）.